# RADIO EUTOPIA
『RADIO EUTOPIA』（レディオ・ユートピア）は、2016年10月1日から2017年3月25日まで放送されていたFM COCOLO制作のラジオ番組。同じMegaNet系列であるInterFM897、Radio NEOでも放送されていた。

## 概要
- FM COCOLOとしてはInterFM897制作の「NO-FO-FON TIME」以来となるMegaNet系列ネットワーク番組（LOVE FMを除く）。InterFM897の番組がネットされることは以前にもあったが、FM COCOLO制作の番組がInterFM897でネットされること異例である。
- ミュージックシーンの最前線で長きにわたって活躍する、日本の音楽プロデューサーやアーティストがマンスリー・ゲストで登場するFM COCOLO製作の番組。
- 製作局のFM COCOLOのみ番組名に「SPARXグループ」というスポンサー名が付き、同時ネットを行っている同じMegaNet系列のInterFM897、Radio NEOとは、ジングル・CM・オープニング＆エンディングトーク等の内容が一部異なる。
- InterFM897、Radio NEOではスポンサー名が付かないが、スポンサーである「SPARXグループ」のCMとエンディングでのスポンサー読み上げジングルはFM COCOLO同様に放送されている。
- 当番組で放送されていた「Cafe A ♭」のコーナーは番組終了後、FM COCOLOのみで2017年10月から「FRIDAY AMUSIC MORNING」内で「SPARXグループ Cafe A ♭」として再び継続されている。当番組では加藤のみ進行だったが、継続後からは池田なみ子と佐藤竹善の二人で進行を行っている。

## 放送時間
- 毎週土曜 19:00 - 20:00

## パーソナリティ
- 加藤美樹

## ゲスト
2016年
- 10月：藤井フミヤ
- 11月：MANNISH BOYS
- 12月：矢野顕子

2017年
- 1月：森亀橋（森俊之、亀田誠治、佐橋佳幸）
- 2月：エレファントカシマシ（宮本浩次）
- 3月：武部聡志